# Alfonso Tóriz Cobián

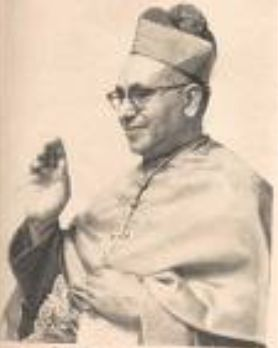
Alfonso Toriz Cobian

Alfonso Tóriz Cobián (* 12. August 1913 in Juchitlán, Jalisco, Mexiko; † 25. März 1992) war Bischof von Querétaro.

## Leben
Alfonso Tóriz Cobián empfing am 28. Oktober 1939 das Sakrament der Priesterweihe für das Erzbistum Guadalajara.
Am 24. August 1954 ernannte ihn Papst Pius XII. zum Titularbischof von Avissa und bestellte ihn zum Koadjutorbischof von Chilapa. Der Erzbischof von Guadalajara, José Garibi y Rivera, spendete ihm am 31. Oktober desselben Jahres die Bischofsweihe; Mitkonsekratoren waren der Bischof von Zacatecas, Francisco Javier Nuño y Guerrero, und der Bischof von Cuernavaca, Sergio Méndez Arceo. Alfonso Tóriz Cobián wurde am 12. Januar 1956 in Nachfolge des verstorbenen Leopoldo Díaz y Escudero Bischof von Chilapa. Am 20. März 1958 ernannte ihn Pius XII. zum Bischof von Querétaro.
Alfonso Tóriz Cobián nahm an der ersten und zweiten Sitzungsperiode des Zweiten Vatikanischen Konzils teil.